# Литовский местный отряд
Литовский местный отряд (лит. Lietuvos vietinė rinktinė, нем. Litauische Sonderverbände) — немецкое вооруженное формирование, существовавшее с февраля по май 1944 года и состоявшее из литовцев.
Было организовано бывшим начальником штаба Литовской армии генералом Повиласом Плехавичюсом с санкции немецких властей для будущей борьбы с Красной Армией, обеспечения безопасности и операций против польских и советских партизан на территории исторической Литвы. Отряд достигал численности 10 000 человек, был укомплектован офицерами-литовцами и имел определённую автономию. После нескольких поражений от Армии Крайовой и разногласий с немцами соединение было распущено. Часть военнослужащих была репрессирована, часть вошла в немецкие подразделения и вооруженное антисоветское подполье. Создание Литовского местного отряда стало последней крупной попыткой мобилизации на оккупированных территориях, проведенной Третьим Рейхом.

## Создание

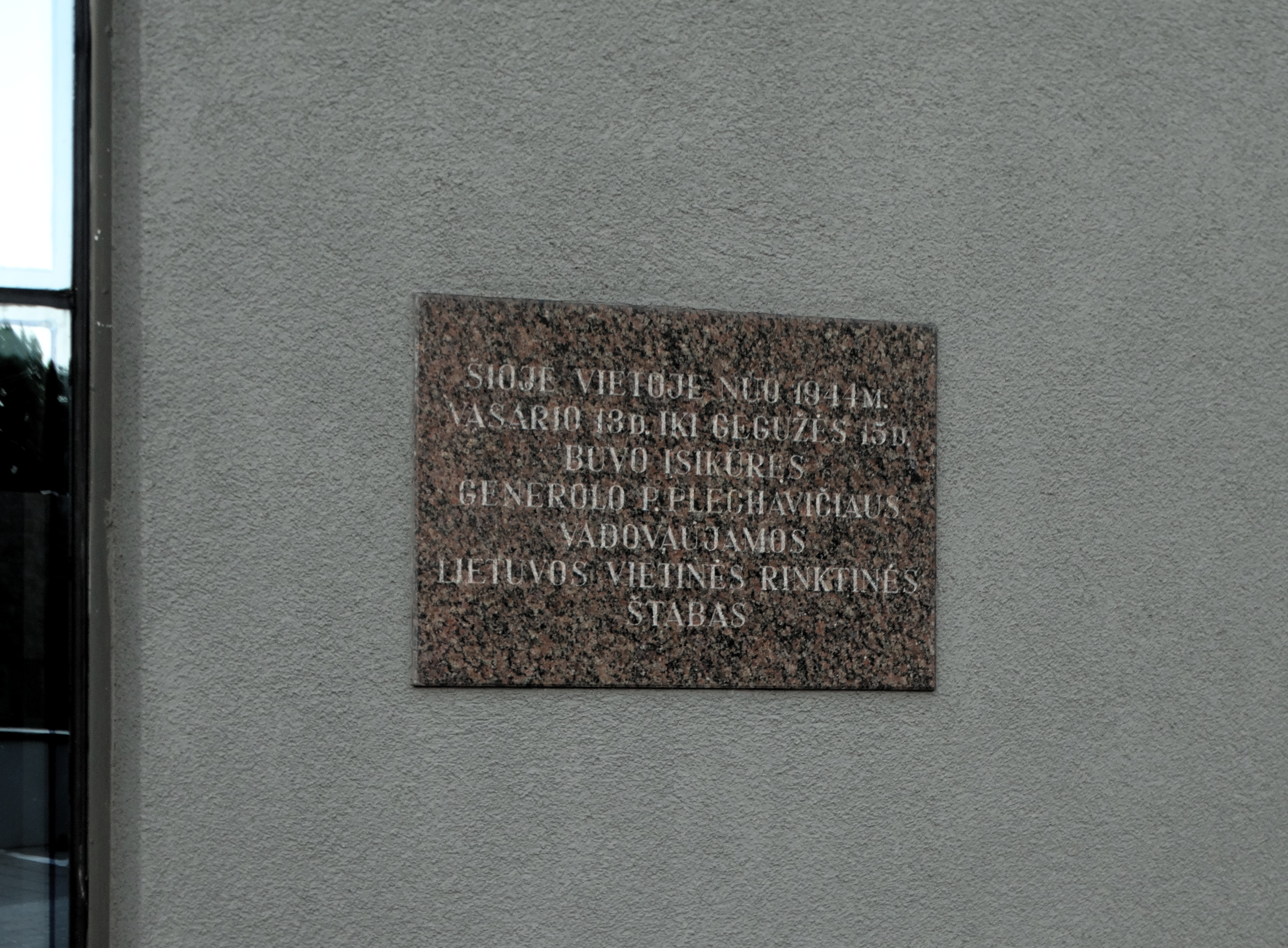
Мемориальная доска на здании, в котором располагался штаб Литовского местного отряда в Каунасе

Из этнических литовцев немцы сформировали 22 стрелковых батальона вспомогательной полиции (номера с 1-го по 15-й с 251-го по 257-й), каждый численностью 500—600 человек. Общая численность военнослужащих этих формирований достигала 13 тысяч, из них 250 были офицерами.
В районе Каунаса все литовские полицейские группы Климайтиса были объединены в батальон «Каунас» в составе 7 рот.
Летом 1944 года, по инициативе двух фашистских этнических литовских офицеров, Ятулиса и Чесны, из остатков нацистских литовских батальонов вермахта были сформированы «Силы обороны отечества» (Tėvynės apsaugos rinktinė), которыми командовал немец, полковник вермахта и кавалер «Рыцарского креста с бриллиантами» Хельмут Медер. Туда же собрали и литовских полицаев («шума»), «отметившихся» в Вильно, где они уничтожали литовских евреев, поляков и русских в Понарах, сжигавших деревни в Белоруссии, Украине и России.
Что касается самого отряда, то в начале 1943 года немецкие оккупационные власти предприняли попытку создания литовского легиона Ваффен СС (аналогично латышскому и эстонскому и другим). Мобилизация прошла успешно, было набрано 300 человек.
Летом 1943 года под немецким патронатом прошла конференция литовских политических деятелей, в ходе которой было одобрено проведение мобилизационной компании по созданию вооруженных отрядов, которые должны были действовать исключительно на территории, признаваемой литовцами своей, и под командованием литовских офицеров.
После поражений Вермахта на Восточном фронте и в связи с приближением Красной Армии бывший начальник штаба Литовской армии генерал Повилас Плехавичюс провел переговоры с оббергруппенфюрером СС Фридрихом Еккельном и начальником СС и полиции Германом Хармом и получил согласие на создание литовского национального формирования из 21 батальона по 250 человек каждый (впоследствии по просьбе Плехавичюса численность отряда была увеличена до 10 000 человек). Плехавичюс выдвинул и ряд других предложений, в частности, о переводе в Местный отряд офицеров из полицейских батальонов и приостановлении отправки литовской молодежи на работы в Германию, однако они были отклонены.

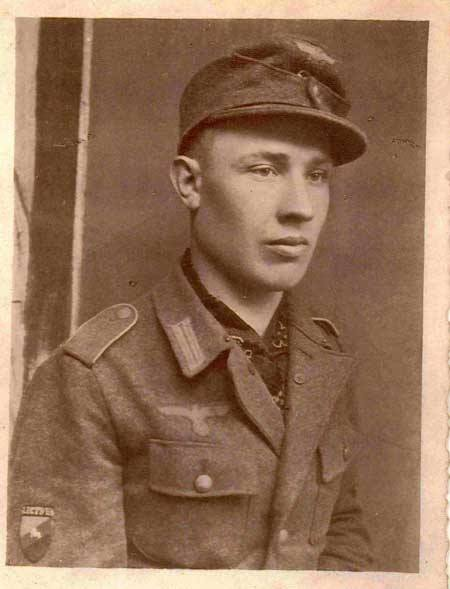
Доброволец Литовского местного отряда

Создание Местного отряда было поддержано всеми литовскими подпольными политическими организациями. Соглашение с немецкой стороной было подписано 13 февраля 1944 года, а 16 февраля 1944 года, в День независимости Литвы, Плехавичюс обратился по радио к нации, призвав вступать в отряд добровольцами.
Обращение оказалось очень успешным: на призывные пункты явилось от 20 до 30 тысяч человек. Максимальная численность Отряда достигала 11 000 человек: тринадцать полностью укомплектованных батальонов по 750 человек каждый, и батальон подготовки офицерского состава в Мариямполе. Подразделения были пронумерованы по немецкой системе как 301—310 и 312—314 полицейские батальоны.
Из-за недоверия немцев создание Местного отряда столкнулось с проблемами: уже сформированные батальоны из четырёх рот были реорганизованы в трехротные, постоянно задерживалась поставка вооружения, боеприпасов, средств транспорта и связи. В нарушение договоренностей немцы требовали ввести в подразделения Отряда немецких офицеров. В текст присяги, аналогичной присяге литовской армии, Герман Харм внес фразу о верности Адольфу Гитлеру, из-за чего церемонию постоянно откладывали вплоть до расформирования соединения.
Немецкие власти были удивлены числом добровольцев и восприняли растущую популярность подразделения как угрозу и повод мобилизовать литовцев в качестве вспомогательного персонала Вермахта, Люфтваффе, а также для отправки на работы в Германию. В частности, 6 апреля 1944 года Плехавичюс отказался провести всеобщую мобилизацию, сославшись на невозможность такого шага до укомплектования существующих подразделений.

## Деятельность
Целью создания Местного отряда была организация обороны литовской территории от приближающейся Красной Армии, а до этого момента — «борьба с бандитизмом»: операции против советских и польских партизан. В апреле 1944 Армия Крайова попыталась договориться с Плехавичюсом о ненападении и совместных действиях против немцев, однако предложение было отвергнуто: литовцы взамен на согласие требовали от польского подполья покинуть спорный регион или подчиниться им в борьбе против Советского Союза.
В начале мая Местный отряд начал широкую антипартизанскую операцию. Было выделено семь батальонов для создания гарнизонов в городе Ошмяны, селе Гольшаны и окрестностях, в частности, деревнях Мурованая Ошмянка и Гравжишки, Толминово и Новоселки.
Карательные акции против местного населения вызвали ответные действия польского сопротивления. 4 мая в деревне Павлово 3-я бригада Армии Крайовой атаковала роту литовского 310 батальона, убившего до этого несколько местных жителей. Литовцы отступили, пленные, в том числе командир батальона, были расстреляны поляками на месте. В Гравжишках 301 батальон потерял убитыми 47 человек, а 5 мая был рассеян 8-й и 12-й бригадами Армии Крайовой. 6 мая 8-я, 9-я и 13-я бригады Армии Крайовой нанесли поражение 308 батальону Местного отряда, который попытался сжечь деревни Сенковщину и Адамковщину и истребить жителей. 7 мая литовцам удалось выйти в тыл польского партизанского подразделения в 28 километрах от Вильнюса и нанести ему поражение.
Крупнейшее сражение между Местным отрядом и поляками произошло в селе Мурованая Ошмянка, охраняемом 301 батальоном. В ночь с 13 на 14 мая 3-я бригада Армии Крайовой начала штурм укреплений с запада и северо-запада, а 8-я и 12-я бригады атаковали село с юга и востока. Остальные польские силы (13-я и 9-я бригады) взяли под контроль дорогу Мурованая Ошмянка — Толминово. В ходе боя литовские войска потеряли 51 человека убитыми и ещё 170 было взято в плен. Той же ночью 115 литовских солдат было взято в плен в близлежащей деревне Толминово. После боя пленные были разоружены, раздеты до нижнего белья и отправлены в сторону Яшюная, Вильнюса и Ошмян. Поражение в оборонительном бое при численном перевесе в 150 человек сказалось на моральном духе литовских военнослужащих.

## Ликвидация
Начиная с марта 1944 года немцы постоянно пытались использовать Местный отряд для мобилизации населения на работы в Германию и для нужд армии. Из-за возникшего напряжения 12 апреля Плехавичюс направил просьбу об отставке и предложил демобилизовать отряд.
С апреля появилась идея преобразовать Местный отряд во вспомогательные полицейские соединения при СС. 9 мая 1944 года, после неудачной попытки мобилизации, Фридрих Еккельн приказал подразделениям Отряда в Виленской области перейти в его прямое подчинение, а в других районах Литвы — в подчинение местного немецкого командования. Солдаты должны были принести присягу на верность Гитлеру, носить униформу СС и использовать нацистское приветствие.
Узнав о приказе 15 апреля, Плехавичюс принял ответные меры: 9 мая он приказал курсантам школы в Мариямполе разойтись по домам, а подразделениям Местного отряда в Виленской области — прекратить боевые действия против Армии Крайовой и вернуться в гарнизоны. Затем Плехавичюс выпустил декларацию, призывающую подчиненных уходить в леса с оружием и униформой. Штаб Отряда выпустил приказ с требованием подчиняться исключительно литовским командирам. 12 мая Плехавичюс отказался встретиться с недавно назначенным Куртом Хинце и через начальника штаба Оскараса Урбонаса передал, что не собирался становиться офицером СС и служить в этой организации. Плехавичюс также отверг предложение Еккельна отправить Местный отряд на Западный фронт.

## Расформирование

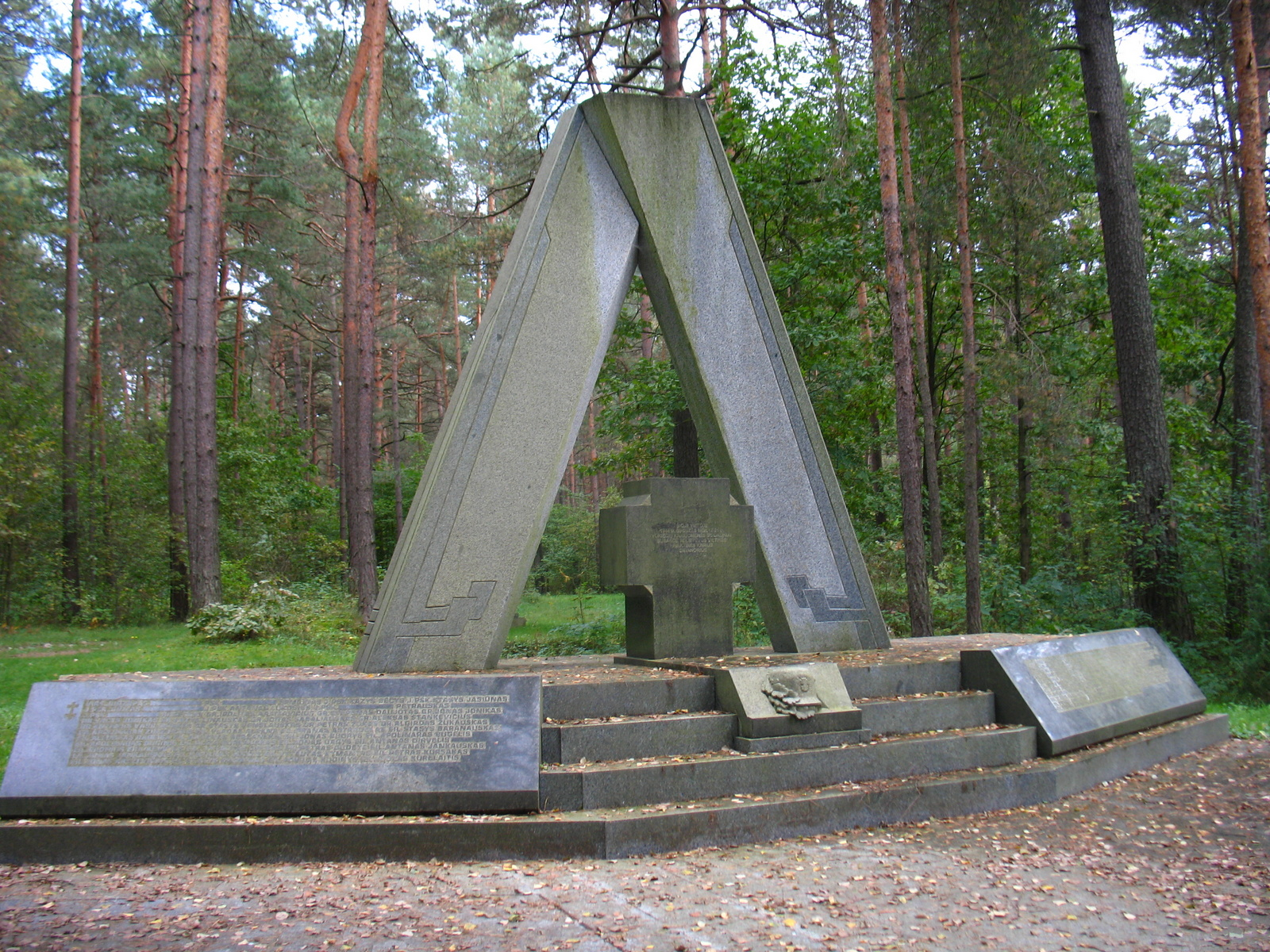
Памятник участникам Местного отряда в Паняряй

15 мая Повилас Плехавичюс и Оскарас Урбонас были арестованы и, вместе с ещё 52 офицерами Местного отряда, депортированы в концлагерь Саласпилс. Еккельн и Хинце выступили с обращением к офицерам Местного отряда, обвинили их в бандитизме, саботаже и нелояльности и объявили, что Отряд будет разоружен и расформирован, а солдаты под угрозой расстрела и репрессий против семей переведены в немецкие противовоздушные силы.
Большинство солдат было разоружено и арестовано. 106 курсантов были отправлены в Штуттгоф, а 983 солдата — в концлагерь Ольденбург. Для устрашения нацисты расстреляли более ста бывших военнослужащих Отряда. 16 мая при попытке ликвидации офицерской школы в Мариямполе между оставшимися там литовцами и немцами произошла перестрелка в результаие чего 4-5 литовцев и несколько немцев были убиты.
Около 3500 членов Местного отряда были принудительно включены в состав нацистских формирований: несколько пехотных батальонов под командованием полковника Адольфаса Биронтаса были отправлены на Восточный фронт, часть была использована для охраны объектов Люфтваффе за пределами Литвы или вывезена в Германию на принудительные работы. Многие солдаты, которым удалось бежать с оружием, сформировали костяк антисоветского вооруженного сопротивления.
С 1997 года в Литве действует Союз солдат Литовского местного отряда.